# Ауг Юлія Артурівна
Юлія Артурівна Ауг (* 8 червня 1970, Ленінград, Російська РФСР) — російська акторка, режисерка театру і кіно.

## Біографія
Дитинство і шкільні роки провела в місті Нарва (Естонія). Після закінчення школи вступила в ЛГИТМіК на акторський курс А. Д. Андрєєва. З 1993 року по 2004 рік служила в ТЮГ імені Брянцева. У 2004 році переїхала в Москву.
Друга вища освіта — РАТІ (ГИТИС), режисерський факультет (2003–2007), диплом з відзнакою, майстер — Йосип Райхельгауз.
У 2007 році вступила на Вищі курси сценаристів і режисерів, режисерський факультет, майстерня Іраклія Квірікадзе і Андрія Добровольського.
Приз кінофестивалю «Балтійські дебюти» 2007 «За найкращу жіночу роль» Наталі у фільмі «Вороги» режисерки-дебютантки Марії Можар і продюсера Олексія Учителя. Приз «Найкращий режисер» на II Міжрегіональному фестивалі «Театральний Атомград» 2013. Приз «За найкращу жіночу роль» Людмили Петрівни у фільмі «Інтимні місця» XXIV Відкритого Російського кінофестивалю «Кінотавр» в Сочі і премію «Білий слон» Гільдії кінознавців і кінокритиків Росії «За найкращу жіночу роль другого плану». У 2014 була номінована на премію «Ніка» за найкращу жіночу роль. У березні 2015 року була нагороджена призом Асоціації продюсерів кіно і телебачення в області телевізійного кіно в категорії «Найкраща актриса другого плану в телефільмі/серіалі» за роль імператриці Єлизавети I в серіалі «Катерина».

## Творчість

### Ролі в кіно
1. 1989: Викрадення чарівника — Анна Мазуркевич / княжна Магдалена
2. 1990: Захід — Маруся
3. 1991: Діти, що біжать від грози, новела «Мій милий Чиж»
4. 1992: Викупна жертва — велика княжна Марія
5. 1993: Кінь білий — велика княжна Марія Миколаївна
6. 1993: Прокляття Дюран — Олена
7. 1995: Напівбог — починаюча акторка Юр'єва
8. 2003: Жіночий роман — Мірдза
9. 2005: Майстер і Маргарита — миється в душі
10. 2005:  Не хлібом єдиним — Титова
11. 2006: Кружовник — Зіна, співмешканка Михайла
12. 2007: Вороги — Наталія
13. 2010: Вівсянки — Таня, дружина Мирона Олексійовича (до шлюбу — Овсянкина)
14. 2011: Костоправ — Поліна Юріївна Сташевська
15. 2011: Збирач куль — мати
16. 2012: Дід Мороз завжди дзвонить тричі — Надя, дружина Василя
17. 2012: Хто, якщо не я? — Олена
18. 2012: Небесні дружини лугових марі — Орапті
19. 2013: Інтимні місця — Людмила Петрівна
20. 2013: Ладога — Олена Кулясова
21. 2013: Фатальний спадок — Катрін
22. 2014: З чого починається Батьківщина — Лариса Карпенко
23. 2014: Катерина — імператриця Єлизавета Петрівна
24. 2014: Вірю не вірю — Катя
25. 2019: Кріпосна — Поміщиця Ганна Львівна

## Громадянська позиція
В березні 2014 року підписала листа «Ми з Вами!» КіноСоюзу на підтримку України.
У червні 2018 року записала відеозвернення на підтримку українського режисера Олега Сенцова, засудженого у Росії.
В серпні 2020 року підтримала протести в Білорусі.
В лютому 2022 року засудила російське вторгнення в Україну.